# 中国地方志数据库
中国地方志数据库是一个收集中国地方志的网络数据库，上线于2019年4月19日，对公众免费开放。上线时，该数据库共收录了31483册、82735卷地方志书籍，覆盖中国大陆31个省级行政区以及澳门和台灣，规模据称达到全球第一。该数据库由华中师范大学中国农村研究院和华中师范大学政治科学高等研究院建设。截止2019年11月，网站的点击量超过136万次。

## 背景
地方志是一种全面、系统地记述一定范围的行政区域内，自然、政治、经济、文化、社会历史与现状的资料性文献。据记载，中国地方志的历史最早追溯到《周礼》“掌道方志以诏观事”的记载，已有两千多年的历史。秦朝以后，方志渐多，《后汉书·西域传》“二汉方志，莫有称焉”。南北朝以后方志進入发展时期，有《豫章古今记》、《荆州记》、《华阳国记》，皆初具規模。现在，地方志被誉为“一地之百科全书”、“一方之全史”，具有存史、教化、资政等功能。据统计，目前中国已出版7000多部省、市、县三级地方志书，以及2万多部行业志、部门志等其他方志，在各方面都提供了有据可查的参考资料。而早在1984年间，便已有老一辈的学者开始了方志搜集工作。

## 概况
该数据库由华中师范大学中国农村研究院、华中师范大学政治科学高等研究院建设，是华中师范大学中国农村研究院的“基层与地方治理”数据库下属的一个子数据库。该院院长邓大才说，这一数据库在历经四年的资料搜集的基础上建设而成；而方志来源则包括地方调研、社会购买、单位赠送和网上搜集等。据报道，该数据库建设始于2015年，在数据库建设过程中，有企业看中其商业价值，找上门想合作，被建设团队所拒绝，原因是他们决定坚持公益性，将地方志资料向全社会开放共享。
截至数据库发布时，该数据库收录了地方志71327卷、部门志2058卷、专业志8808卷，三类文献共31483册、82375卷，规模据称达到全球第一。地区上涉及到31个省级行政区（不含澳门、台湾）；以基层地区的方志为主，市、县、乡镇、村庄四级方志共6.5万余本，占全库总比达76.57%。时间上，1949年建国以后的方志数量有两万余卷；民国期间方志数量约1.5万卷；清代方志数量近3.9万卷；明代及以前的方志数量逾四千卷。这其中最早的一本，可追溯到唐朝的《元和郡县图志》。其中存量排名前五的是山东、浙江、河南、江苏、河北。另有澳门、台湾方志一千多卷，以台湾为主，涵盖台湾大部分地区。
中国地方志数据库提供了在线搜索、在线浏览等相关功能。查找方志的方法有两种，既可以直接在搜索框上输入相关信息，搜索相关地方志资料，进行精确查询；也可通过设定具体省份、年份、年代等筛选条件的限制，找到所需系列地方志资料，并且得出相应的数量统计。数据库免费开放、共享，若需要下载可在该数据库内提出申请，与管理员联系，经管理员审核后获取下载资格，并将不断完善，接受捐赠地方志、家谱族谱等文史资料。

## 重新开放
2019年11月4日，在进行功能和版面的升级以及数据更新后，数据库重新上线开放。更新后，数据库的方志规模达到了84514卷，并新增数据可视化板块。之后，数据库开发团队将开始研究将文档进行文本化处理。